# 盖德·肖恩
盖德·肖恩（Gerd Schön，1948年4月14日—2024年11月29日），德国物理学家，卡尔斯鲁厄理工学院物理系教授，2011年低温物理弗里茨·伦敦纪念奖获得者。

## 教育经历
他于1966年在卡尔斯鲁厄大学（现为卡尔斯鲁厄理工学院）学习物理，期间于1967年/1968年服兵役。1971年他转学至多特蒙德大学，并于1972年获得物理学（硕士）学位。从1973年至1976年他继续于该校读博士并获得博士学位，论文题目为《超导体中的集体运动模式（ Propagating Collective Modes in Superconductors）》。从1976年至1982年他在卡尔斯鲁厄大学获得一个助理位置，研究课题为非平衡态超导理论。之后，他作为海森堡学者在Jülich、康奈尔大学、美国加州大学伯克利分校和美国加州大学圣塔芭芭拉分校等地访问和研究。1988年，他在荷兰代尔夫特理工大学获得全职教授职位。从1991年开始，他主持卡尔斯鲁厄理工学院(KIT)理论固体物理的研究工作。另外，从1998年开始，他领导纳米技术研究所的工作，并参与创建了KIT功能纳米结构研究所。他的研究方向为理论固体物理、超导、纳米器件中的电子输运和量子信息。

## 获奖情况
1998年他获得德国物理学会的 Walter Schottky Prize。1995年他获得芬兰科学院的亚历山大·洪堡获。2011年，由于他在理解介观系统超导性等方面的重要贡献，包括约瑟芬森结的耗散动力学的研究和提出耦合可调的电荷量子比特等，和Hans Mooij、 Humphrey Maris一起分享了低温物理弗里茨·伦敦纪念奖（Fritz London Memorial Prize）。